# Facheiroa ulei
Facheiroa ulei är en kaktusväxtart som först beskrevs av Robert Louis August Maximilian Gürke, och fick sitt nu gällande namn av Erich Werdermann. Facheiroa ulei ingår i släktet Facheiroa och familjen kaktusväxter. Inga underarter finns listade i Catalogue of Life.

## Bildgalleri

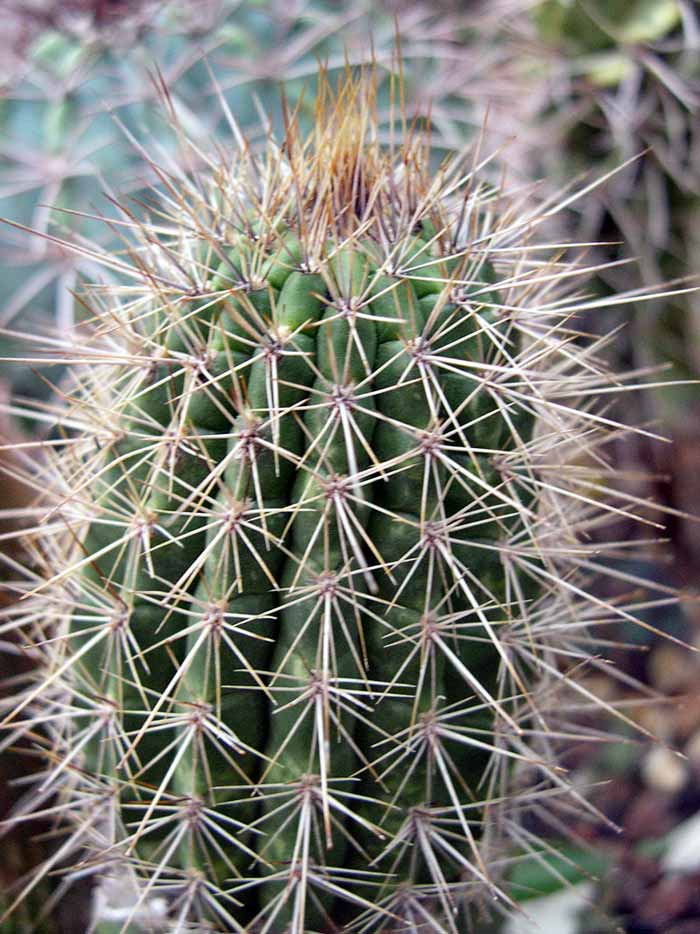